# Oxnard Guerreros FC
O Oxnard Guerreros FC é um clube de futebol masculino, sediado em Oxnard, Califórnia .  O clube atualmente compete na National Premier Soccer League na Southwest Conference, tendo ingressado na liga como uma equipe de expansão em 2016.  
O Oxnard Guerreros FC (OGFC) é voltado principalmente para atletas locais, que passam do desenvolvimento e clubes amadores para o futebol profissional. 

## História
O clube foi fundado por Ty Otto em 2016. 

### Treinador
- Juan Florez - Treinador principal [3]